# Нотация Лейбница
Нотация Лейбница — система математических обозначений, разработанная Лейбницем для анализа бесконечно малых и широко используемая в математическом анализе (вместе с рядом других нотаций). Основные символы — {\displaystyle dx} и {\displaystyle dy} для представления бесконечно малого приращения {\displaystyle x} и функции {\displaystyle y} от переменной {\displaystyle x} соответственно, а также {\displaystyle {\Delta }x} и {\displaystyle {\Delta }y} для конечных приращений {\displaystyle x} и {\displaystyle y} соответственно.
Производная {\displaystyle y} по {\displaystyle x}, которая позднее стала рассматриваться как предел:
{\displaystyle \lim _{\Delta x\rightarrow 0}{\frac {\Delta y}{\Delta x}}=\lim _{\Delta x\rightarrow 0}{\frac {f(x+\Delta x)-f(x)}{\Delta x}}},
была, согласно Лейбницу, отношением бесконечно малого приращения {\displaystyle y} к бесконечно малому приращению {\displaystyle x}:
{\displaystyle {\frac {dy}{dx}}=f'(x)},
где правая часть является записью для производной функции {\displaystyle f} по {\displaystyle x} в нотации Лагранжа. Бесконечно малые приращения называются дифференциалами. С этим понятием связано понятие интеграла, в котором бесконечно малые приращения суммируются (например, для вычисления длины, площади или объёма как суммы крошечных кусочков). Для записи интегралов Лейбниц предложил тесно связанную нотацию, в которой используются те же самые дифференциалы. Эта нотация имела важное значение в развитии континентальной европейской математики.
Концепция Лейбница бесконечно малых долгое время оставалась нестрогой, но со временем была дополнена строгими формулировками, разработанными Вейерштрассом и другими математиками XIX века. Как следствие, нотация Лейбница в виде дроби стала рассматриваться не как простое деление, а получила определение через предельный переход. В XX веке было предложено несколько других формализмов, позволяющих придать строгость нотации бесконечно малых величин, включая нестандартный анализ, касательное пространство, использование «O» большого[уточнить].
Производные и интегралы математического анализа можно рассматривать с точки зрения современной теории дифференциальных форм, в которой производная есть в самом деле отношение двух дифференциалов, а интеграл ведёт себя точно в соответствии с нотацией Лейбница. Однако, для этого требуется чтобы производная и интеграл были определены в другом смысле, тем самым отражается непротиворечивость и вычислительная эффективность нотации Лейбница.

## История
В XVII столетии математики Ньютон и Лейбниц независимо друг от друга начали разрабатывать исчисления, оперирующие с бесконечно малыми величинами. В то время как Ньютон работал с флюксиями, Лейбниц основывал свой подход на обобщении сумм и разностей. Лейбниц первым использовал символ {\displaystyle \textstyle \int }. Данный символ является производным от латинского слова summa («сумма»), которое учёный записывал как ſumma с использованием удлинённой буквой s, которая часто использовалась в Германии того времени. Рассматривая дифференцирование как обратную операцию к суммированию, Лейбниц использовал символ {\displaystyle d} — первую букву латинского слова differentia («разность»).
Лейбниц был привередлив по отношению к обозначениям, тратя годы на экспериментирование, подгонку, отбраковку и согласование с другими математиками. Нотация, которую он использовал для дифференциала переменной {\displaystyle y}, менялась постепенно от {\displaystyle \omega }, {\displaystyle l} и {\displaystyle {\tfrac {y}{d}}} до окончательного обозначения {\displaystyle dy}. Его знак интеграла впервые появился в статье «De Geometria Recondita et analysi indivisibilium atque infinitorum» (О скрытой геометрии и анализе неделимых и бесконечных), опубликованной в журнале Acta Eruditorum в июне 1686 года, но использовался в частных рукописях по меньшей мере с 1675 года Лейбниц первым использовал обозначение {\displaystyle dx} в статье «Nova Methodus pro Maximis et Minimis», также опубликованной в журнале Acta Eruditorum в 1684 году. Хотя выражение {\displaystyle {\tfrac {dy}{dx}}} появилось в частной рукописи 1675 года, оно не использовалось в таком виде в упомянутых опубликованных работах. В печати Лейбниц использовал выражения для дифференцирования в виде {\displaystyle dyaddx} и {\displaystyle dy:dx}.
Английские математики использовали нотацию Ньютона с точкой до 1803 года, пока Роберт Вудхаус не опубликовал описание континентальных обозначений. Позднее Аналитическое сообщество Кембриджского университета содействовало адаптации нотации Лейбница.
К концу XIX столетия последователи Вейерштрасса перестали воспринимать нотацию Лейбница для производных и интегралов буквально. Математики чувствовали, что концепция бесконечно малых содержит логическое противоречие. Некоторые математики 19-го века (Вейерштрасс и другие) сформулировали математически строгие методы для работы с производными и интегралами без использовании бесконечно малых. В математической формализации Вейерштрасса использовалась концепция предела, как показано выше. В то же время Коши использовал как бесконечно малые, так и пределы (см. Cours d'Analyse). На данный момент нотация Лейбница продолжает активно использоваться, но её не следует воспринимать буквально. Нотация Лейбница часто проще, чем альтернативные нотации: к примеру, когда используется техника разделения переменных при решении дифференциальных уравнений. Также нотация Лейбница находится в гармонии с анализом размерности. К примеру, пусть {\displaystyle s(t)} — перемещение, которое измеряется в метрах, а {\displaystyle t} — время, измеряемое в секундах. Приращения величин имеют соответствующие размерности, то есть {\displaystyle ds} имеет размерность длины, а {\displaystyle dt} — размерность времени. Производная {\displaystyle v(t)=ds/dt} будет определять скорость с размерностью м / с. Аналогично, интеграл {\textstyle s=\int v(t)\,dt} будет определять перемещение, измеряемое в метрах.

## Нотация Лейбница для дифференцирования
Пусть зависимая переменная {\displaystyle y} является функцией {\displaystyle f} независимой переменной {\displaystyle x}:  {\displaystyle y=f(x)}. Тогда производная функции {\displaystyle f} в нотации Лейбница для дифференцирования может быть записана в виде:
{\displaystyle {\frac {dy}{dx}}\quad } или {\displaystyle \quad {\frac {d}{dx}}y\quad } или {\displaystyle \quad {\frac {d{\bigl (}f(x){\bigr )}}{dx}}} .
Выражение Лейбница, записанное как {\displaystyle dy/dx}, является одним из общепринятых обозначений производной. Альтернативными являются обозначение Лагранжа со штрихом
{\displaystyle {\frac {dy}{dx}}\,=y'=f'(x)}
и запись в нотации Ньютона, которая требует размещения точки над зависимой переменной (в данном случае {\displaystyle y}):
{\displaystyle {\frac {dy}{dt}}={\dot {y}}}.
Нотация Ньютона часто используется для записи производных по времени (подобно скорости). Обозначение «штрих» Лагранжа является более лаконичным и позволяет записывать производную функции в конкретной точке. К примеру, запись {\displaystyle f'(x_{0})} обозначает первую производную функции {\displaystyle f(x)} в точке {\displaystyle x=x_{0}}. Однако, обозначение Лейбница имеет свои преимущества, позволяющие ему сохранять популярность спустя много лет.
В современной интерпретации выражение {\displaystyle {\tfrac {dy}{dx}}} следует рассматривать не как непосредственное отношение двух бесконечно малых величин {\displaystyle dy} и {\displaystyle dx} (как представлял Лейбниц), а как единое выражение, являющееся сокращением для предела:
{\displaystyle \lim _{\Delta x\to 0}{\frac {\Delta y}{\Delta x}}},
здесь используется знак {\displaystyle {\Delta }}, который обозначает конечную разность, а не {\displaystyle d}, который обозначает бесконечно малую в интерпретации Лейбница.
Выражение также можно понимать как действие дифференциального оператора {\displaystyle {\tfrac {d}{dx}}} (опять же, единый символ) на переменную {\displaystyle y}, которая рассматривается как функция независимой переменной {\displaystyle x}. Данный оператор также записывается как {\displaystyle D} в нотации Эйлера. Лейбниц не использовал такой вид, но применял символ {\displaystyle d} довольно близко к современной концепции.
Хотя нотация Лейбница не предполагает никакого реального деления, обозначение в виде частного полезно во многих ситуациях. Поскольку оператор взятия производной во многих случаях ведёт себя подобно операции деления, нотация Лейбница позволяет легче понять и запомнить некоторые результаты, связанные с производными. Так, ранее уже упоминалось, что размерности величин при дифференцировании ведут себя как при обыкновенном делении, другим показательным примером является правило дифференцирования сложной функции, которое в нотации Лейбница является очевидным и принимает вид, близкий к тавтологии:
{\displaystyle {\frac {dy}{dt}}\,=\,{\frac {dy}{dx}}\cdot {\frac {dx}{dt}}}.
Нотация Лейбница имеет такой долгий срок жизни, поскольку она достигает самой сути геометрических и механических приложений анализа.

### Обозначения Лейбница для производных большего порядка
Если {\displaystyle y=f(x)}, тогда {\displaystyle n}-я производная функции {\displaystyle f} в нотации Лейбница задаётся выражением
{\displaystyle f^{(n)}(x)={\frac {d^{n}y}{dx^{n}}}}.
Эта нотация для второй производной получается путём использования {\displaystyle {\tfrac {d}{dx}}} как оператора следующим образом:
{\displaystyle {\frac {d^{2}y}{dx^{2}}}\,=\,{\frac {d}{dx}}\left({\frac {dy}{dx}}\right)}.
Третья производная, которую можно записать как:
{\displaystyle {\frac {d\left({\frac {d\left({\frac {dy}{dx}}\right)}{dx}}\right)}{dx}}\,,}
может быть получена из:
{\displaystyle {\frac {d^{3}y}{dx^{3}}}\,=\,{\frac {d}{dx}}\left({\frac {d^{2}y}{dx^{2}}}\right)\,=\,{\frac {d}{dx}}\left({\frac {d}{dx}}\left({\frac {dy}{dx}}\right)\right)}.
Аналогичным образом по инструкции могут быть получены производные бо́льших порядков. Хотя при аккуратно выбранных определениях выражение {\displaystyle {\tfrac {dy}{dx}}} можно интерпретировать как частное двух дифференциалов, для дифференциальных форм большего порядка этого делать не стоит.
Данное обозначение не использовалось Лейбницем. В печатных работах он не использовал ни многоступенчатую запись, ни числовые экспоненты (до 1695 года). Например, чтобы записать {\displaystyle x^{3}}, Лейбниц мог использовать принятую в те времена запись {\displaystyle xxx}. Квадрат дифференциала, который появляется, к примеру, в формуле длины кривой, записывался как {\displaystyle dxdx}. Кроме этого, Лейбниц использовал своё обозначение {\displaystyle d} в том смысле, в котором сейчас используются операторы, то есть он мог записать вторую производную как {\displaystyle ddy}, а третью как {\displaystyle dddy}. В 1695 году Лейбниц начал писать {\displaystyle d^{2}\cdot {x}} и {\displaystyle d^{3}\cdot {x}} для {\displaystyle ddx} и {\displaystyle dddx} соответственно, но Лопиталь в книге по математическому анализу, написанной примерно в то же время, использовал исходную форму обозначений Лейбница .

### Использование в различных формулах
Одной из причин, по которой обозначения Лейбница в математическом анализе сохраняются так долго, является то, что они позволяют с легкостью вспомнить различные формулы, используемые для дифференцирования и интегрирования. Например, формулу дифференцирования сложной функции. Пусть функция {\displaystyle g(x)} дифференцируема по {\displaystyle x} и пусть функция {\displaystyle y=f(u)} дифференцируема по {\displaystyle u=g(x)}. Композиция функций {\displaystyle y(x)=f(g(x))} дифференцируема по {\displaystyle x} и её производная может быть выражена в нотации Лейбница как
{\displaystyle {\frac {dy}{dx}}={\frac {dy}{du}}\cdot {\frac {du}{dx}}}.
Формулу можно обобщить для работы с композицией из нескольких связанных функций {\displaystyle u_{1},u_{2},\dots ,u_{n}}, определённых подходящим образом
{\displaystyle {\frac {dy}{dx}}={\frac {dy}{du_{1}}}\cdot {\frac {du_{1}}{du_{2}}}\cdot {\frac {du_{2}}{du_{3}}}\cdots {\frac {du_{n}}{dx}}}.
Формулу замены переменной в интеграле можно представить выражением:
{\displaystyle \int y\,dx=\int y{\frac {dx}{du}}\,du,}
где {\displaystyle x} рассматривается как функция от новой переменной {\displaystyle u}, функция {\displaystyle y} слева выражена в терминах {\displaystyle x}, а справа — в терминах {\displaystyle u}.
Пусть {\displaystyle y=f(x)}, где {\displaystyle f} является обратимой дифференцируемой функцией, тогда производная обратной функции (если таковая существует), может быть выражена как
{\displaystyle {\frac {dx}{dy}}={\frac {1}{\left({\frac {dy}{dx}}\right)}},}
где скобки добавлены для подчёркивания факта, что производная — не частное, а выражение {\textstyle {\frac {dy}{dx}}} необходимо рассматривать как единое целое. Тем не менее, при решении некоторых видов дифференциальных уравнений допускается оперировать дифференциалами {\displaystyle dy} и {\displaystyle dx} отдельно. Рассмотрим один из простейших видов дифференциальных уравнений
{\displaystyle M(x)+N(y){\frac {dy}{dx}}=0,}
где {\displaystyle M} и {\displaystyle N} являются непрерывными функциями своих аргументов. Решение (в неявном виде) такого уравнения можно получить путём исследования уравнения в его дифференциальной форме.
{\displaystyle M(x)\,dx+N(y)\,dy=0}
После интегрирования получим
{\displaystyle \int M(x)\,dx+\int N(y)\,dy=C.}
Такая техника решения дифференциальных уравнений носит название метод разделения переменных.
В каждом из примеров нотация Лейбница для производной проявляет себя как частное, несмотря на то, что в современной интерпретации выражение {\textstyle {\frac {dy}{dx}}} не рассматривается как настоящее деление.

## Современное обоснование бесконечно малых
В 1960-х годах, основываясь на ранних работах Эдвина Хьюита и Ежи Лося, Абрахам Робинсон предложил математическое обоснование для бесконечно малых Лейбница, которое было приемлемым для современных стандартов строгости, и разработал нестандартный анализ основываясь на этих идеях. Подход получил некоторое распространение, Джером Кейслер на его основе написал учебник для первого курса «Начала анализа: подход с использованием бесконечно малых величин», однако массового применения методы Робинсона не получили.
С точки зрения современной теории бесконечно малых {\displaystyle {\Delta }x} является бесконечно малым приращением {\displaystyle x}, {\displaystyle {\Delta }y} является соответствующим приращением {\displaystyle y},а производная — есть стандартная часть отношения бесконечно малых:
{\displaystyle f'(x)={\rm {st}}{\Bigg (}{\frac {\Delta y}{\Delta x}}{\Bigg )}}.
Тогда приравниваем {\displaystyle dx=\Delta x}, {\displaystyle dy=f'(x)dx}, так что по определению {\displaystyle f'(x)} является отношением {\displaystyle dy} к {\displaystyle dx}.
Аналогично, хотя большинство математиков понимают интеграл:
{\displaystyle \int f(x)\,dx}
как предел:
{\displaystyle \lim _{\Delta x\rightarrow 0}\sum _{i}f(x_{i})\,\Delta x},
где {\displaystyle {\Delta }x} является интервалом, содержащим {\displaystyle x_{i}}, Лейбниц видел его как сумму (символ интеграла для него обозначал суммирование) бесконечно большого числа бесконечно малых величин {\displaystyle f(x)dx}. С точки зрения нестандартного анализа корректно рассматривать интеграл как стандартную часть такой бесконечной суммы.
В обмен, для точности концепции, необходимо расширить множество вещественных чисел до множества гипервещественных чисел.

## Другие обозначения Лейбница
Лейбниц экспериментировал со многими различными нотациями в различных областях математики. Он чувствовал, что хорошая нотация играет фундаментальную роль при исследованиях в области математики. В письме Лопиталю в 1693 году он пишет:
Один из секретов анализа состоит в характеристике, то есть в искусстве мастерского использования доступными символами, и вы видите, сэр, что за маленькими барьерами [для определителей] Виета и Декарт не видели всех тайн
 Он уточнил со временем свой критерий хорошей нотации и понял значение «использования символизма, который можно записать в строку подобно простой букве без необходимости расширения ширины строк для записи символов с просторными частями.» Например, в своих ранних работах он часто использовал черту сверху для группировки символов, но позднее предложил использовать для этого пару скобок, тем самым облегчив труд наборщиков, которым теперь стало не нужно расширять пространство между строками на странице, а страницы стали выглядеть более привлекательно.
Многие из 200 новых символов, введённых Лейбницем, используются и сегодня. Кроме дифференциалов {\displaystyle dx}, {\displaystyle dy} и знака интеграла ({\displaystyle \textstyle \int }) он ввёл также двоеточие ({\displaystyle \colon }) для деления, точку ({\displaystyle \cdot }) для умножения, геометрические знаки подобия ({\displaystyle \sim }) и конгруэнтности ({\displaystyle \cong }), использование знака равенства Рекорда ({\displaystyle =}) для пропорций (взамен нотации Отреда {\displaystyle \colon \colon }) и двойной суффикс для определителей.